# Ron Leshem

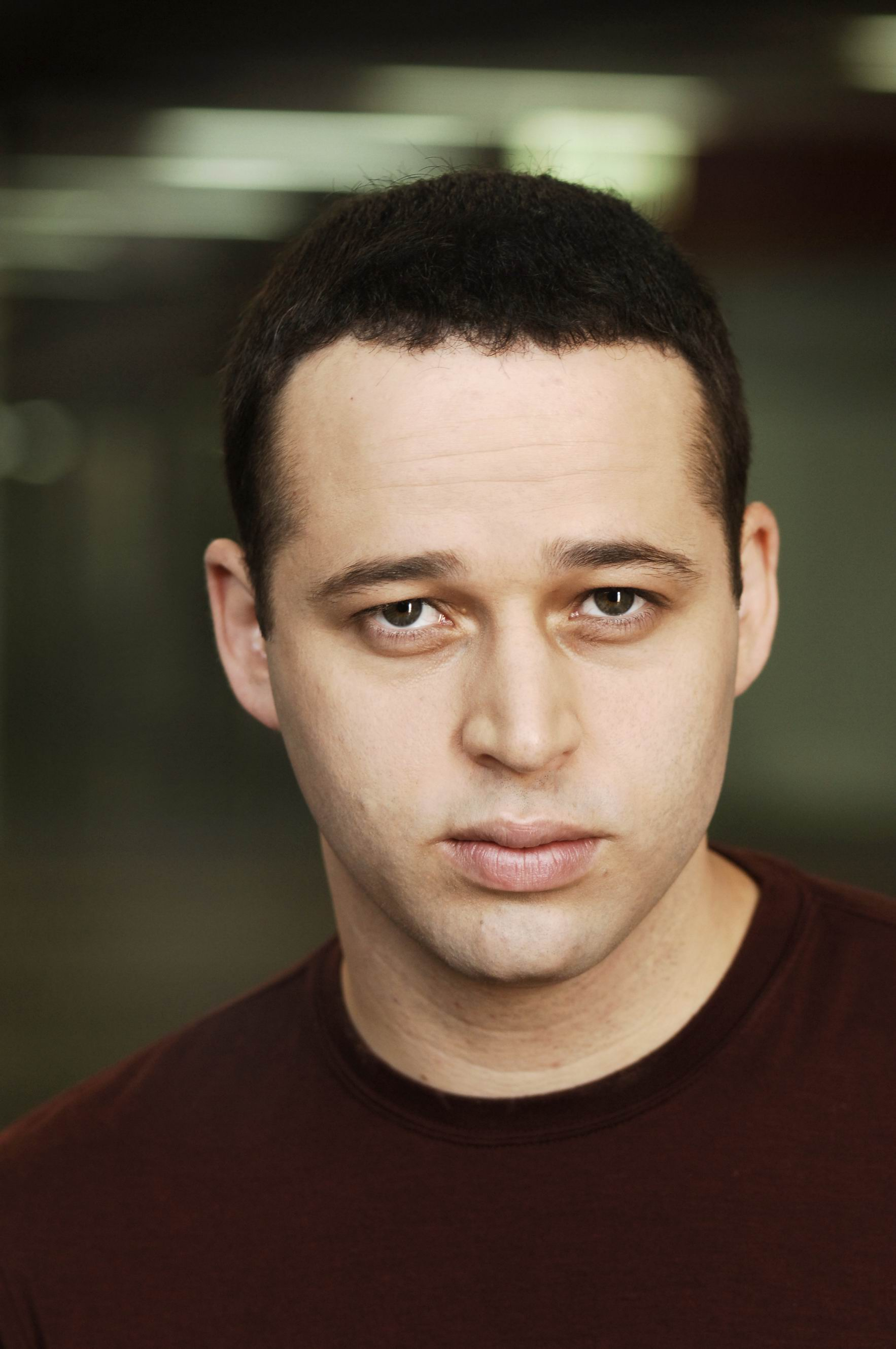
Ron Leshem (2005)

Ron Leshem (* 20. Dezember 1976 in Tel Aviv) ist ein israelisch Schriftsteller und Journalist.

## Leben
Schon als Kind trat Leshem in verschiedenen israelischen Fernsehsendungen auf. Seinen Militärdienst leistete er in einer Einheit des Nachrichtendienstes und war Geheimdienstoffizier. Zwischen 1998 und 2002 war er Redaktionsmitglied der israelischen Tageszeitung Yedioth Ahronoth und berichtete für Nachrichtenmagazine über die Al-Aqsa-Intifada. Im Dezember 2002 wechselte er zur Tageszeitung Maariw und war dort als stellvertretender Herausgeber und Leiter der Nachrichtenabteilung tätig. Seit 2006 ist Leshem Programmleiter bei der Produktionsfirma Keshet beim israelischen Fernsehsender Kanal 2.
Beim Terrorangriff der Hamas auf Israel 2023 verlor Leshem nahe Verwandte. Aus diesem Anlass schrieb er das 2024 auf Deutsch erschienene dokumentarische Buch Feuer – Israel und der 7. Oktober.
Leshem wohnt mit seinem Lebensgefährten in Boston in den USA, zuvor lebte er in Givatayim in Israel.

## Werk
Im Jahr 2005 veröffentlichte Leshem den Roman Wenn es ein Paradies gibt, der mit dem Sapir-Literaturpreis und dem Yitzhak-Sadeh-Preis für Militärliteratur ausgezeichnet wurde. Das Buch handelt vom Leben israelischer Soldaten auf dem Militärstützpunkt Beaufort im Süden des Libanons kurz vor dem Rückzug der israelischen Armee im Jahr 2000. Für diesen Anti-Kriegs-Text fand Leshem, wie die Frankfurter Allgemeine Zeitung ihm bescheinigte, einen spezifischen, authentisch wirkenden Sprachstil. Der Roman wurde zwei Jahre später unter dem Titel Beaufort verfilmt (Regie Joseph Cedar). Auf der Berlinale 2007 wurde der Film mit einem Silbernen Bären ausgezeichnet. Außerdem wurde er 2008 für den Oscar als bester fremdsprachiger Film nominiert und erhielt vier Auszeichnungen bei der Verleihung des israelischen Filmpreises Ophir. 2011 wurde das Buch für die Bühne bearbeitet, das Stück wurde im Habimah-Theater in Tel Aviv uraufgeführt.
Im Jahr 2009 erschien Leshems zweites Buch, Der geheime Basar, in dem er über das teils freie, ungezügelte Leben Jugendlicher in Teheran schreibt. Es wurde ebenfalls zum Bestseller.
Von 2017 bis 2020 arbeitete Leshem als Drehbuchautor an der aus acht Episoden bestehenden Fernsehserie Kampf um den Halbmond mit (internationaler Titel: No man’s Land), die seit Mitte September 2020 in Frankreich, Deutschland und den USA zu sehen ist.
In Feuer – Israel und der 7. Oktober (2024) befasst sich Leshem mit dem Massaker der Hamas in Israel im Herbst 2023. Er beschreibt darin einzelne Taten genau und schildert einerseits die Krise, in der sich die israelische Gesellschaft befindet, andererseits aber auch die Offenheit, die in jüdischen und den sie umgebenden Milieus namentlich im Nahen Osten in früheren Generationen geherrscht hat.

## Werkverzeichnis

### Romane
- Wenn es ein Paradies gibt. Roman. Aus dem Hebräischen übersetzt von Markus Lemke. Rowohlt Berlin, Berlin 2008, ISBN 978-3-87134-588-3.
- Der geheime Basar. Roman. Aus dem Hebräischen übersetzt von Barbara Linner. Rowohlt Berlin, Berlin 2011, ISBN 978-3-87134-693-4.
- Als wir schön waren. Roman. Aus dem Hebräischen übersetzt von Markus Lemke. Rowohlt Berlin, Berlin 2022, ISBN 978-3-7371-0157-8.

### Berichte
- Feuer. Israel und der 7. Oktober. Aus dem Hebräischen übersetzt von Ulrike Harnisch und Markus Lemke. Rowohlt Berlin, Berlin 2024, ISBN 978-3-7371-0206-3.